# Liste der Kulturdenkmäler in Kettenheim
In der Liste der Kulturdenkmäler in Kettenheim sind alle Kulturdenkmäler der rheinland-pfälzischen Ortsgemeinde Kettenheim aufgeführt. Grundlage ist die Denkmalliste des Landes Rheinland-Pfalz (Stand: 25. März 2025).

## Einzeldenkmäler
| Bezeichnung            | Lage                                                            | Baujahr                   | Beschreibung | Bild                           |
| ---------------------- | --------------------------------------------------------------- | ------------------------- | --- | ------------------------------ |
| Dorfgemeinschaftshaus  | Alzeyer Straße 10 Lage                                          | 1900                      | ehemalige Schule; Backsteinbau in Neurenaissanceformen, 1900 | BW                             |
| Rathaus                | Kirchgasse 9 Lage                                               | 1686                      | ehemaliges Rathaus mit katholischer Kapelle; Erdgeschoss mit Spritzenraum, Fachwerkobergeschoss mit Fenstererker, bezeichnet 1686 | weitere Bilder Fotos hochladen |
| Evangelische Kirche    | Kirchgasse 11/13 Lage                                           | 12. Jahrhundert           | romanischer ehemaliger Chorturm, Turmaufstockung 1575, Langhausneubau, Erweiterung 1816; romanische Spolien, Ende des 12. Jahrhunderts | weitere Bilder Fotos hochladen |
| Schlossmühlenhof       | Kirchgasse 18 Lage                                              | 19. Jahrhundert           | ehemalige Schlossmühle, jetzt Weingut; große Hofanlage, 19. Jahrhundert mit barocken Teilen; spätklassizistisches Wohnhaus in Sandsteinquaderbauweise, bezeichnet 1881; Mühlengebäude, Mitte des 19. Jahrhunderts, Mühlentechnik teilweise erhalten; mehrere Nebengebäude, ummauerter Garten | Fotos hochladen                |
| Hofanlage              | Kirchgasse 37 Lage                                              | 18. Jahrhundert           | Hofanlage, 18. Jahrhundert; Wohnhaus, Krüppelwalmdachbau, zweite Hälfte des 18. Jahrhunderts; niedrigere Scheune mit Stall; langgestreckter Wirtschaftsbau, 18. Jahrhundert, mit tonnengewölbtem Keller und Scheunenteil; großer ummauerter Garten | BW                             |
| Evangelischer Pfarrhof | Kirchgasse 39 Lage                                              | 18. und 19. Jahrhundert   | evangelischer Pfarrhof, 18. und 19. Jahrhundert; stattliches spätbarockes Pfarrhaus, 1781; Bruchsteinscheune, 19. Jahrhundert; großer ummauerter Garten | BW                             |
| Hofanlage              | Weidasserstraße 21 Lage                                         | 18. und 19. Jahrhundert   | Hofanlage, 18. und 19. Jahrhundert; zurückliegendes spätbarockes Wohnhaus; Bruchsteinscheune, spätes 19. Jahrhundert | BW                             |
| Grabmäler              | nördlich des Ortes (Alzeyer Straße/L 455) auf dem Friedhof Lage | Ende des 19. Jahrhunderts | vor der westliche Friedhofsmauer: Grabmal Friedrich Michel († 187[x]), Eichenstumpf; Grabmal Familie Johann Michel († 1886), reich skulptierte Neurenaissance-Ädikula; Grabmal Kath. Müller († 1897), Baumstumpf; Grabmal Familie Val. Discher I. († 1893), aufwändige Ädikula; Grabmal Familien Discher und Boos, Valentin Discher († 1923), klassizierende Giebelwand mit Galvanorelief einer Trauernden; Grabmal Heinrich Müller († 1890), Sandsteinobelisk, wohl eingewachsen | BW                             |
| Hessensteigermühle     | nordöstlich des Ortes (Hessensteigermühle 5/6) Lage             | 19. Jahrhundert           | zwei unmittelbar benachbarte Vierflügelanlagen; Nr. 5: Bruchsteinwohnhaus, bezeichnet 1858, älteres Mühlengebäude, Bruchsteinscheune; Nr. 6: verputztes Wohnhaus mit Mühlteil, Bruchsteinscheune mit Ställen, seitlich der gedeckten Torfahrt Pferdestall; vor den Wohnhäusern Nutzgarten mit Erdkeller | BW                             |
| Wiesenmühle            | Wiesenmühle, östlich des Ortes am Weidasser Bach Lage           | 18. und 19. Jahrhundert   | Vierflügelanlage des 18. und 19. Jahrhunderts; Wohnhaus, Sandsteinquaderbau, wohl aus dem frühen 19. Jahrhundert; Mühlengebäude, 18. Jahrhundert, mit Mühleneinrichtung; giebelständige Scheune und Wohnhaus in bemerkenswerter Mauertechnik; großer Erdkeller, Garten | BW                             |
| Wasserbehälter         | westlich des Ortes an der K 26; Flur Im Kirschgarten Lage       | 1924                      | klassizierender Bossenquaderbau, bezeichnet 1924 | Fotos hochladen                |